# El Carmen (Temuco)
El Carmen o también conocido como Fundo El Carmen es un barrio satélite de la ciudad de Temuco.Distante a 7 kilómetros al noroeste de la Plaza de Armas de dicha ciudad y del Sector centro.
Su población actual bordea los 50.000 habitantes.A la zona rural de este sector se le conoce como Tromén o Lircay.

## Historia
Antiguamente, eran tierras pertenecientes al lonco Weche-Rukan (castellanizado como Wete Rukan). Su historia urbana comienza en el año 1999, cuando se construyen cientos de casas, en un principio viviendas sociales. Luego, en los siguientes años, se continuó con otro tipo de viviendas de más alta plusvalía, incluyendo proyectos de edificios de departamentos y condominios, por lo cual es posible constatar la reducción de tierra agrícola en el sector, y por otro, la cercanía de estos proyectos a comunidades mapuche. Lo último implica en la presión que ejerce el mercado de la vivienda en el sector del Carmen hacia estas comunidades.
Actualmente, El Carmen es un sector emergente de la ciudad, la cual ha tenido un crecimiento acelerado en los últimos años debido a la gran demanda inmobiliaria de la capital regional.

## Geografía
El sector El Carmen se emplaza en la parte noroeste de la ciudad de Temuco. Posee una superficie de 1,8 kilómetros cuadrados. Su geografía se constituye de diversas lomas y pendientes un poco pronunciadas, encontrándose el sector a aproximadamente 166 m s. n. m.

### Sectores limítrofes
Fundo El Carmen limita con los siguientes sectores geográficos:
| Noroeste: Portal San Francisco              | Norte: Villa Industrial | Noreste: Pedro de Valdivia |
| Oeste: Sectores rurales                     |                         | Este: Poniente             |
| Suroeste: Sector rural (comunidad indígena) | Sur: Lomas del Carmen   | Sureste: Lomas de Mirasur  |

## Urbanismo
Este sector se ubica en la zona noroeste de la ciudad de Temuco.
Su principal ruta de acceso es la avenida Luis Durand, la cual, a finales de 2021, fueron entregadas las obras de ampliación de la avenida. El proyecto consintió en el ensanchamiento de la avenida a una doble vía para conectar al sector con el centro de la ciudad, lo que permitiría descongestionar el acceso principal del Carmen en horarios punta. De esta forma, las obras dejaron un doble sentido por calzada (2 calzadas con 2 pistas cada una). Además de agregar 3.3 km de ciclovía a la ciudad. Para su construcción se expropiaron terrenos a una comunidad indígena, la cual esta estuvo llenas de polémicas.
El Carmen, al ser un sector en constante expansión inmobiliaria tanto por constructoras privadas como la instalación de viviendas sociales costeadas por el Estado, ha visto una alta demanda en servicios, por lo que actualmente cuenta con distintos espacios habilitados para los habitantes del sector, entre los que se detectan conflictos entre negocios familiares de barrios y la competencia desigual del mercado.
En el sector se emplazan los siguientes servicios:

### Educación
- Colegio Científico-Humanista Innovarte
- Colegio Adventista Temuco Sede Los Creadores
- Jardín Infantil y Sala Cuna Los Organilleros
- Sociedad Jardín Infantil de Colores
- Jardín Infantil y sala cuna Los Folkloristas
- Jardín Infantil y sala cuna Los Físicos

### Salud
- CESFAM El Carmen[14]
- Farmacias del Sur[15]
- Farmacia Cruz Verde
- Farmacia del Dr. Simi

### Comercio
- Supermercado Santa Isabel
- Stripcenter Fundo El Carmen

Además de contar con múltiples locales comerciales orientados al rubro gastronómico, minimarkets, botillerías, ferreterías, entre otros, y la instalación de una feria libre dos días por semana

### Áreas verdes y de recreación
- Gimnasio Municipal Fundo El Carmen[16]
- Parque La Arboleda
- Parque Calistenia Fundo El Carmen[17]
- Parque Los Descubridores

Destaca la extensión de una ciclovía de casi 3 km en calle Los Músicos y calle Braulio Arenas, la cual está equipada con una cancha multiuso, cancha de fútbol, juegos infantiles, máquinas de ejercicio, cámaras e iluminarias.

### Seguridad
- Dúo décima compañía de Bomberos de Temuco. "Unión y voluntad".[19]

Se espera la próxima construcción de una Comisaría de Carabineros en el sector.

## Transporte

### Microbus (autobús urbano)
- Línea 6A: Villa Los Ríos-El Carmen
- Línea 7A: Cajón-El Carmen.
- Línea 7B: Campus San Juan Pablo II-El Carmen
- Línea 9B: Parque Alcántara-El Carmen
- Línea 9D: Pueblo Nuevo-El Carmen

### Taxis colectivos
- Línea 17A: Pueblo Nuevo-El Carmen